# Sydney Roosters
Los Sydney Roosters ("Gallos de Sídney") son un equipo de rugby league de los Eastern Suburbs de la ciudad de Sídney (Australia). Han jugado desde 1908 en la Liga de Rugby de Nueva Gales del Sur, luego la Australian Rugby League y actualmente la National Rugby League, donde han logrado 15 y han ganado 5 Mundiales de Clubes.
El equipo jugó sus partidos como local en el Sídney Sports Ground de Moore Park desde 1911 hasta 1986. Se mudó temporalmente a Henson Park en 1997, para regresar en 1988 al nuevo Sídney Football Stadium.
El nombre completo del equipo es Eastern Suburbs District Rugby League Football Club. Originalmente conocidos como Eastern Suburbs, en 1995 adoptaron el nombre Sídney City Roosters y en 2000 el actual Sídney Roosters.
Su vestimenta es roja, blanca y azul, por lo que son apodados los tricolores. Es uno de los equipos de rugby 13 más populares del país, con 19 000 espectadores promedio en la temporada 2013. Sus principales rivales son los South Sydney Rabbitohs.
Algunos de sus jugadores más destacados han sido Craig Fitzgibbon, Allan McKean, Ivan Cleary, John Brass, Dave Brown, Bob Landers, Wally Messenger, Arthur Oxford, Luke Ricketson, Anthony Minichiello, Kevin Hastings, Brad Fittler y Barry Reilly.

## Palmarés

### Campeonatos Mundiales
- World Club Challenge (5): 1976, 2003, 2014, 2019, 2020

### Campeonatos nacionales
- National Rugby League (15): 1911, 1912, 1913, 1923, 1935, 1936, 1937, 1940, 1945, 1974, 1975, 2002, 2013, 2018, 2019.
- Minor Premiership (20): 1912, 1913, 1923, 1931, 1934, 1935, 1936, 1937, 1940, 1941, 1945, 1974, 1975, 1980, 1981, 2004, 2013, 2014, 2015, 2018
- NRL Nines (1): 2017